# Ringtheater de Viena

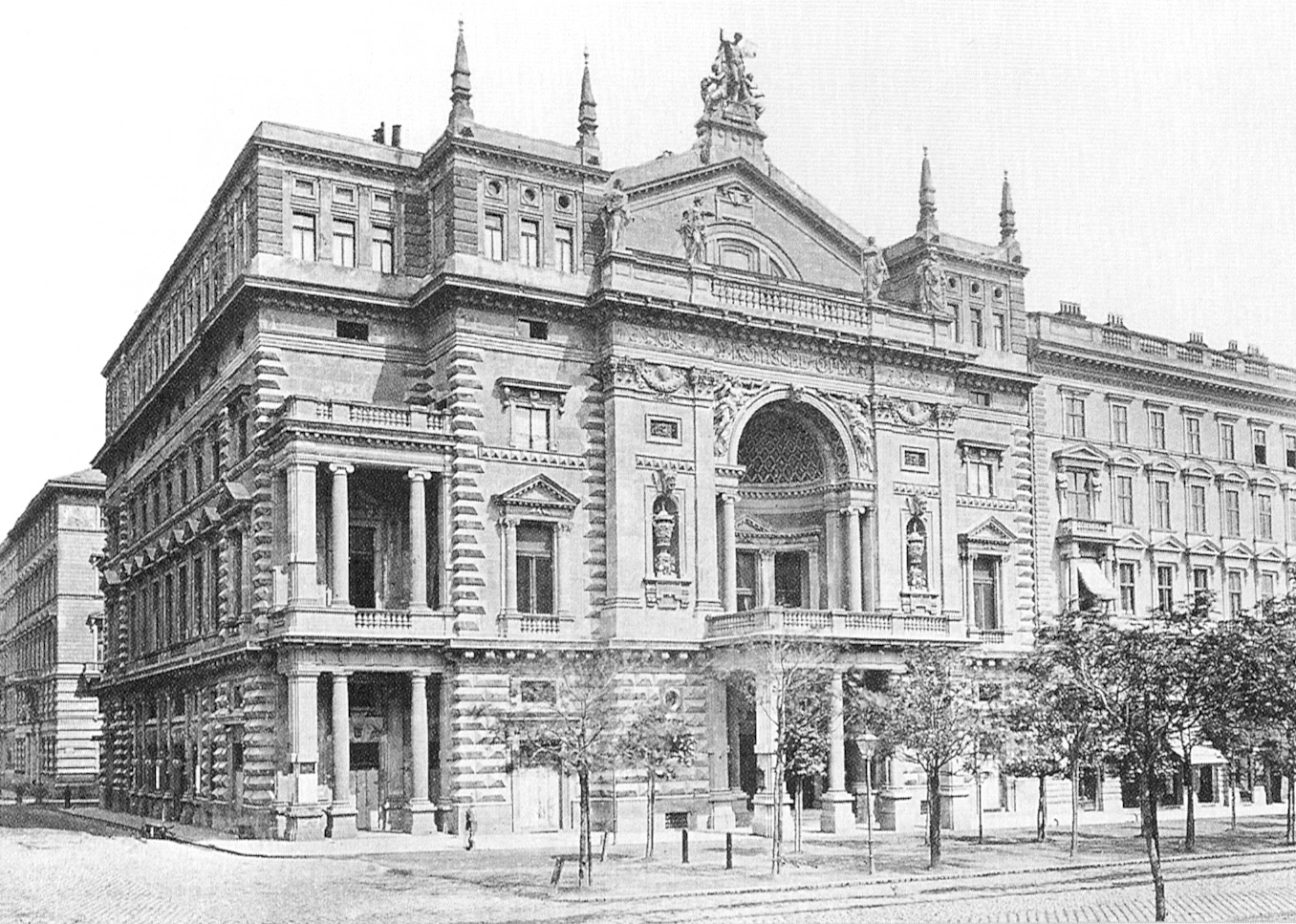
El Ringtheater antes de 1881

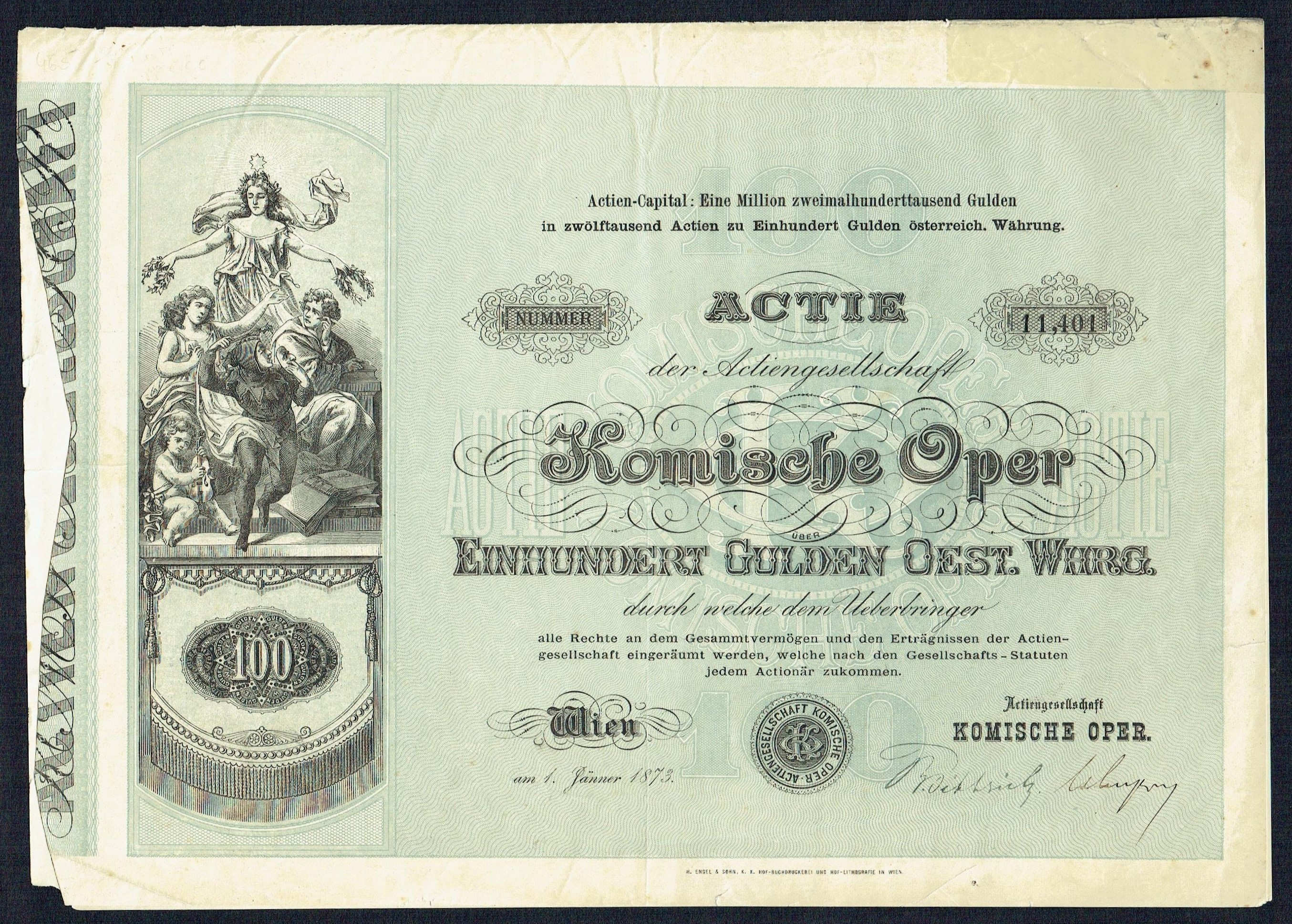
Acción de 100 florines austro-húngaros de la "AG Komische Oper" del 1 de enero de 1873

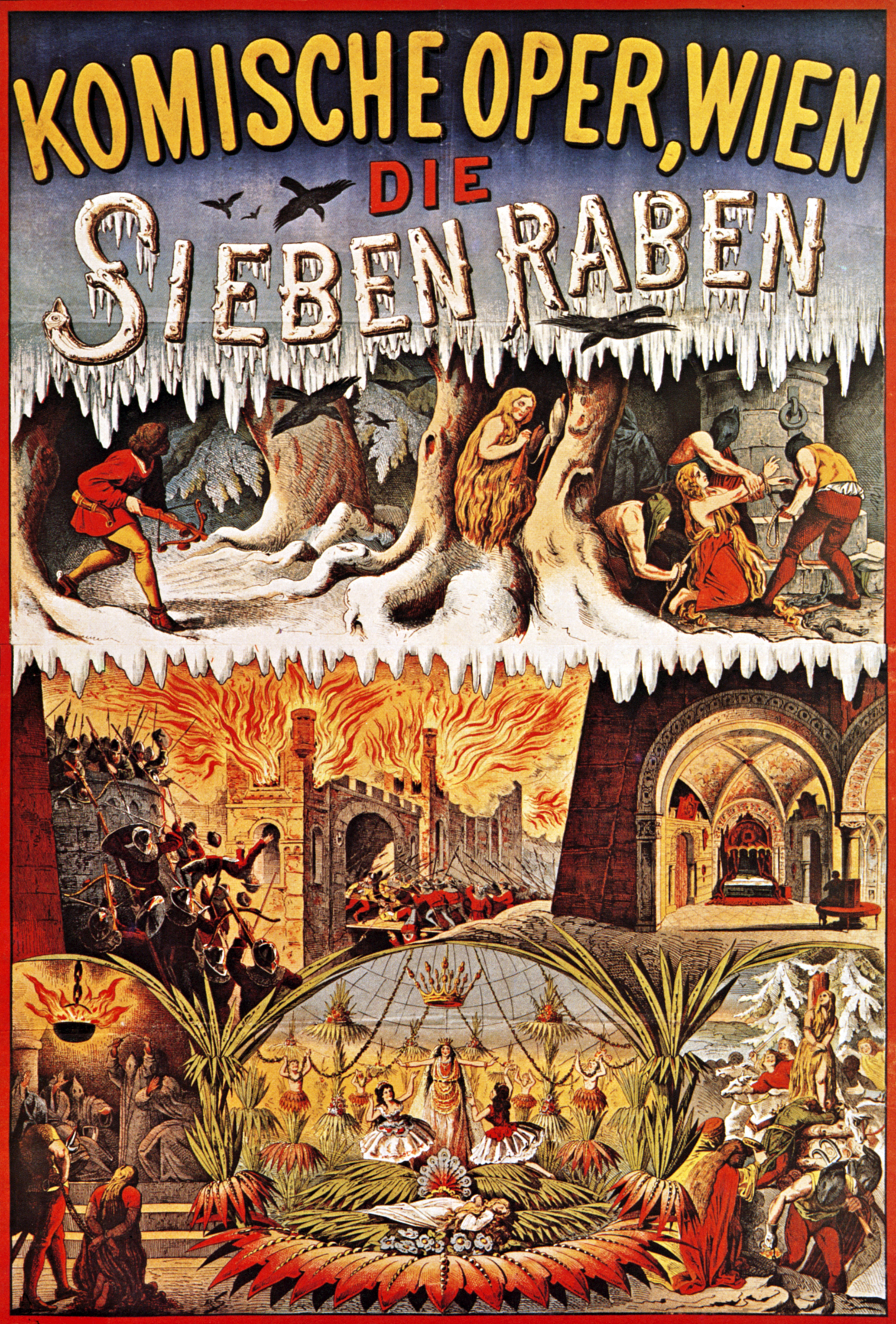
"Komische Oper" (más tarde: Ringtheater), cartel del estreno el 6 de mayo de 1876

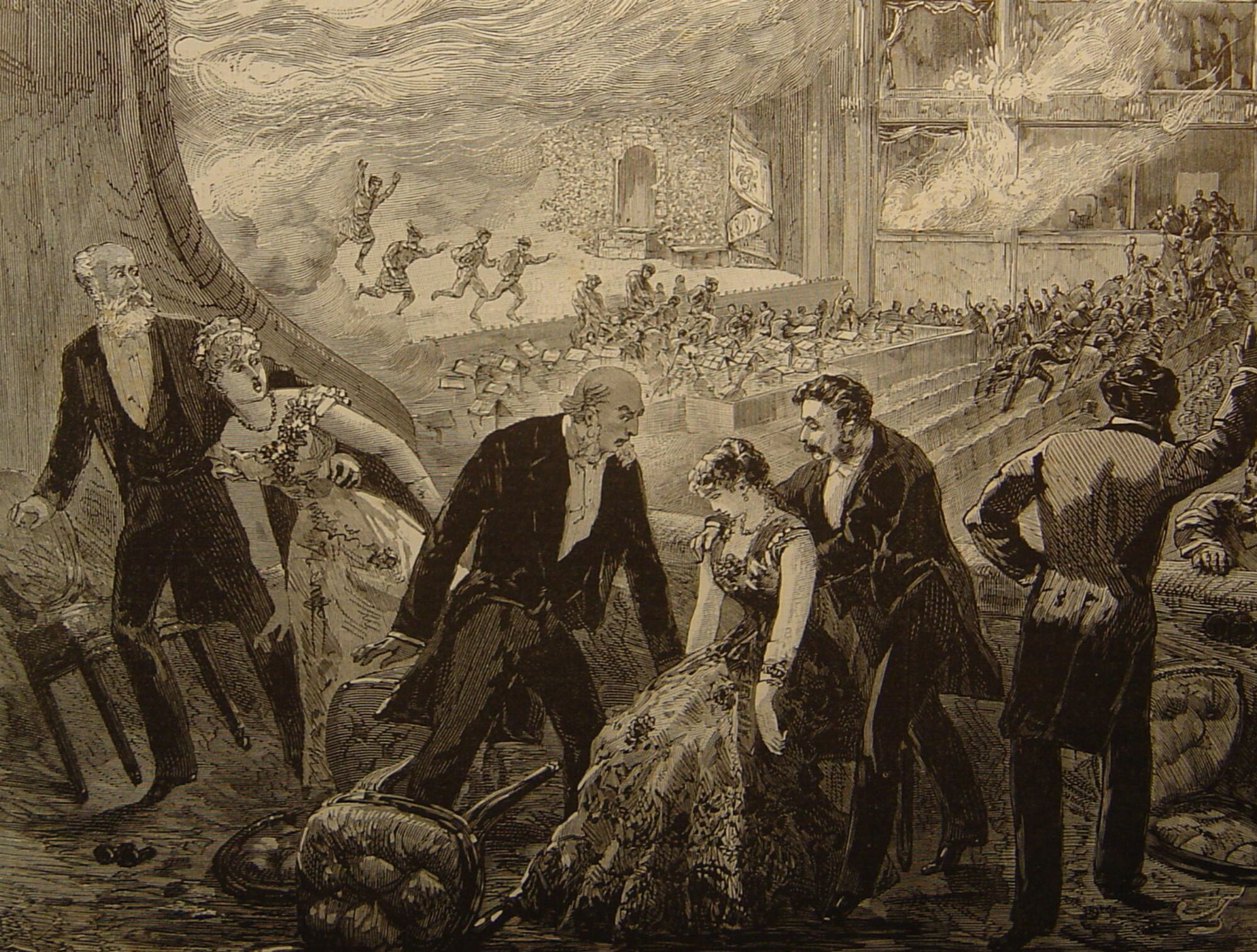
Fuego en el interior del teatro

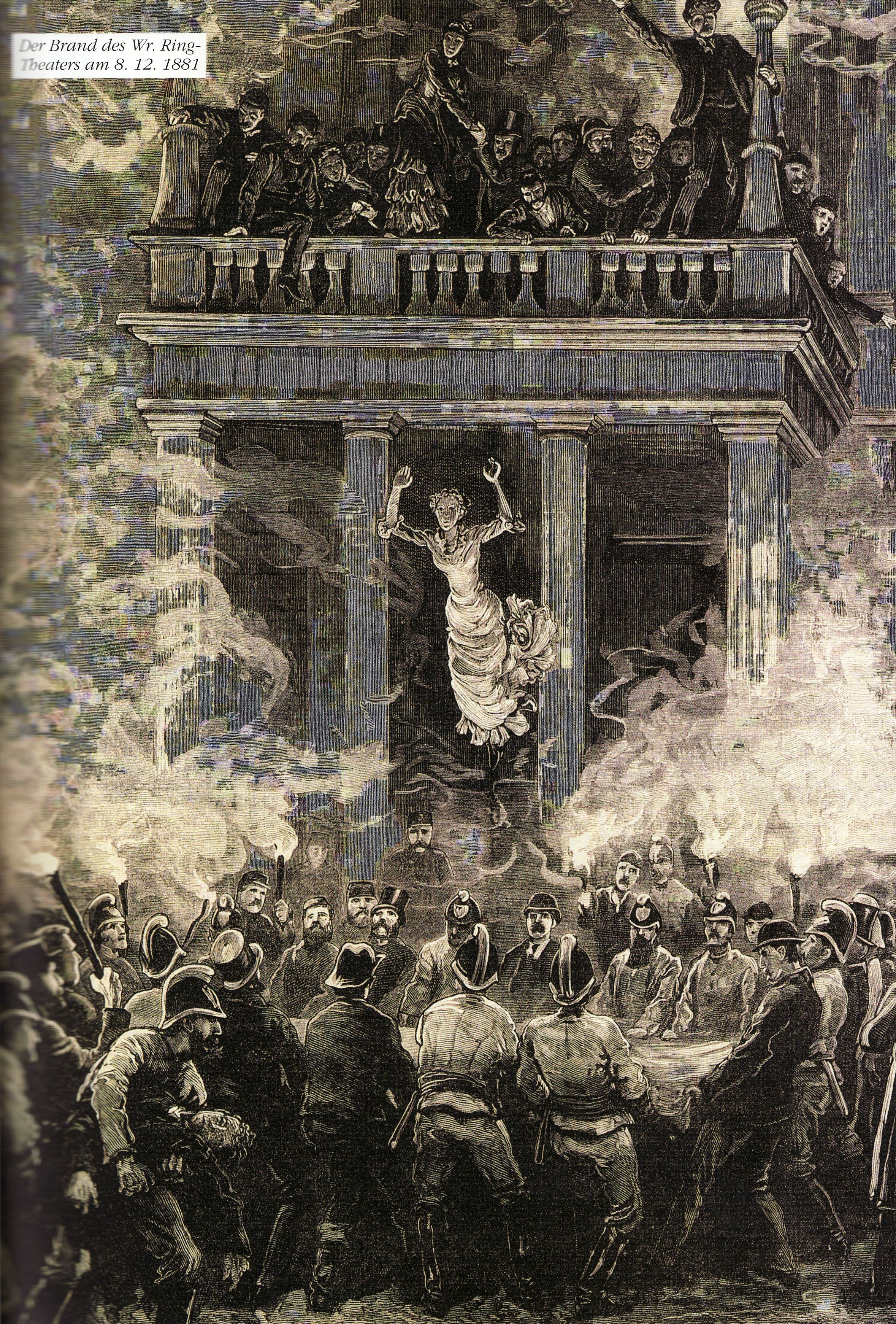
Carl Pippich: Fuego en el portal del Ringtheater

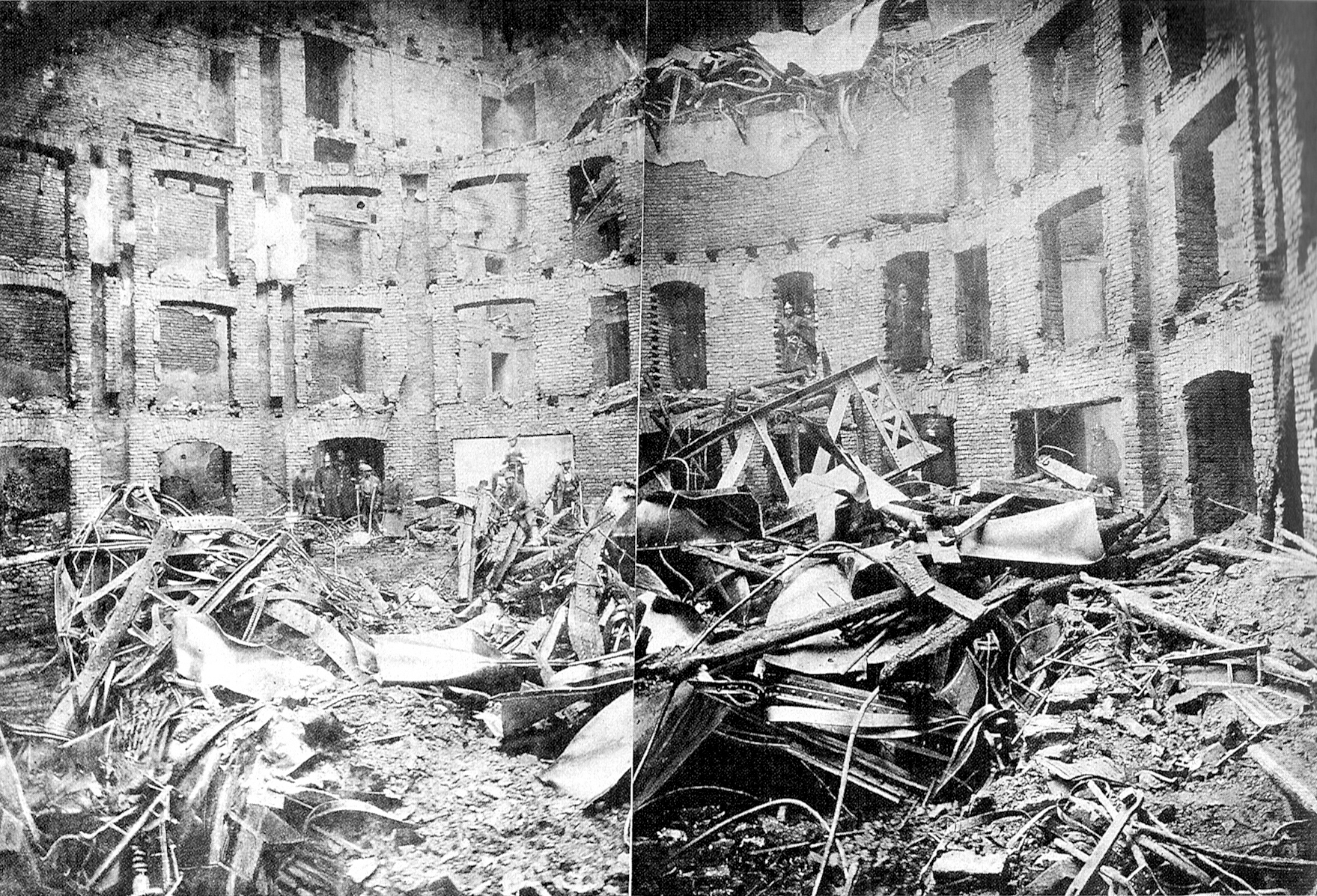
Las ruinas tras el incendio del Ringtheater el 8 de diciembre de 1881

El Ringtheater fue un teatro en Schottenring 7 en el primer distrito vienés, en el centro de la ciudad, que fue destruido en 1881 por un gran incendio (incendio del Ringtheater). Hoy ocupa su lugar la Dirección de Policía del Estado de Viena.

## Historia
En octubre de 1872, un consorcio de tres personas obtuvo por resolución imperial la concesión de un "nuevo teatro estable en el Schottenring, frente a la Bolsa, con el nombre de Ópera Cómica (en alemán: 'Komische Oper') para representaciones teatrales de todo tipo y ballet". Se fundó una sociedad anónima para reunir el capital de construcción y explotación. La planificación y construcción se le encargó a Emil von Förster. Dado que sólo disponía de un terreno relativamente pequeño y el teatro debía albergar a 1.700 personas, buscó una expansión del espacio a lo alto, consiguiéndolo mediante una intrincada disposición de vestíbulos, pasillos y escaleras. La Komische Oper, que debía representar óperas "ligeras" como contrapunto a la Ópera de la Corte (en alemán Hofoper), se inauguró el 17 de enero de 1874 bajo la dirección de Albin Swoboda con El barbero de Sevilla de Rossini.
Inicialmente, la sociedad anónima a la que se había transferido la concesión gestionaba el negocio por su propia cuenta. Albin Swoboda, que había sido contratado por la sociedad anónima como director artístico, renunció a la dirección el 9 de marzo de 1874. Posteriormente, los directores se sucedieron una y otra vez. Ninguno de ellos consiguió llevar el teatro al éxito y hasta llegó estar temporalmente cerrado. Incluso el exitoso director del Theater an der Wien, Friedrich Strampfer, fue incapaz de mantenerse a flote durante más de tres años, aunque rebautizó el teatro como Ringtheater y amplió el repertorio para incluir obras habladas, ópera alemana e italiana y vodevil. Además de las dificultades financieras, siempre hubo problemas técnicos, como durante los ensayos de "Los siete cuervos" (en alemán: "Sieben Raben"). 
El 1 de junio de 1881 Franz Jauner alquiló el teatro. Las esperanzas de que la compañía floreciera finalmente bajo su dirección teatral se vieron frustradas por la devastadora catástrofe del incendio del Ringtheater, el 8 de diciembre de 1881.